# Distretto di Gorj
Il distretto di Gorj (in romeno Județul Gorj) è uno dei 41 distretti della Romania, ubicato nella regione storica dell'Oltenia.

## Centri principali
| Comune                  | Abitanti |
| ----------------------- | -------- |
| Târgu Jiu               | 96.081   |
| Motru                   | 22.930   |
| Rovinari                | 13.164   |
| Bumbești-Jiu            | 10.630   |
| Târgu Cărbunești        | 9.047    |
| Turceni                 | 8.328    |
| Tismana                 | 7.876    |
| Bâlteni                 | 7.821    |
| Bălești                 | 7.507    |
| Plopșoru                | 6.978    |
| Novaci                  | 6.113    |
| Dati del 1º luglio 2007 |          |

## Geografia antropica
Il distretto è composto da 2 municipi, 7 città e 61 comuni.

### Municipi
- Târgu Jiu
- Motru

### Città
- Bumbești-Jiu
- Novaci
- Rovinari
- Târgu Cărbunești
- Tismana
- Turceni
- Țicleni

### Comuni
- Albeni
- Alimpești
- Aninoasa
- Arcani
- Baia de Fier
- Bălănești
- Bălești
- Bărbătești
- Bâlteni
- Bengești-Ciocadia
- Berlești
- Bolboși
- Borăscu

- Brănești
- Bumbești-Pițic
- Bustuchin
- Căpreni
- Cătunele
- Câlnic
- Ciuperceni
- Crasna
- Crușeț
- Dănciulești
- Dănești
- Drăgotești

- Drăguțești
- Fărcășești
- Glogova
- Godinești
- Hurezani
- Ionești
- Jupânești
- Lelești
- Licurici
- Logrești
- Mătăsari
- Mușetești

- Negomir
- Padeș
- Peștișani
- Plopșoru
- Polovragi
- Prigoria
- Roșia de Amaradia
- Runcu
- Samarinești
- Săcelu
- Săulești
- Schela

- Scoarța
- Slivilești
- Stănești
- Stejari
- Stoina
- Telești
- Turburea
- Turcinești
- Țânțăreni
- Urdari
- Văgiulești
- Vladimir